# 제50회 애니상
제50회 애니상은 2023년 2월 25일에 열린 시상식이다.

## 수상 및 후보

### 최우수 장편 애니메이션
- 피노키오 - 기예르모 델 토로 수상
- 장화신은 고양이: 끝내주는 모험 - 조엘 크로포드
- 씨 비스트 - 크리스 윌리엄스
- 메이의 새빨간 비밀 - 도미 시
- 웬델 & 와일드 - 헨리 셀릭

### 최우수 독립 장편 애니메이션
- 마르셀 더 쉘 위드 슈즈 온 - 딘 플레이셔-캠프 수상
- 샬롯 - 타히르 라나 외 1명
- 견왕: 이누오 - 유아사 마사아키
- 꼬마 니콜라 - 벤자민 마소브레 외 1명
- 마이 파더스 드래곤 - 노라 트메이

### 최우수 단편 애니메이션
- 아이스 머챈츠 - 호아오 곤잘레스 수상
- 아목 - 벌라즈 투라이
- 블랙슬라이드 - 우리 로탄
- 사랑해, 아빠 - 디아나 캠 반 응우옌
- 더 플라잉 세일러 - 아만다 포비스 외 1명

### 최우수 프로덕션
- 더 보이, 더 몰, 더 폭스 앤 더 홀스 - A NoneMore and Bad Robot Production for Apple TV+ and BBC 수상
- Prehistoric Planet - BBC Studios in association with Apple
- Superworm - Magic Light Pictures
- The House - Nexus Studios for Netflix
- The Sandman - A Netflix Original Series / A Warner Bros. Television Production

### 최우수 스폰서상
- 세이브 랄프 - Arch Model Studio 수상
- Can't Negotiate the Melting Point of Ice - NOMINT
- 미니언즈2 - Illumination
- Ted Lasso: The Missing Christmas Mustache - Apple presents a Doozer Production in association with Warner Bros. Television and Universal Television
- Today's Holiday Moments are Tomorrow's Memories - Hornet

### TV/미디어 유아부문 최우수상
- The Tiny Chef Show
- Elinor Wonders Why
- Gabby's Dollhouse
- Rise Up, Sing Out
- Spirit Rangers

### TV/미디어 어린이부문 최우수상
- Abominable and the Invisible City
- Big Nate
- Moominvalley
- The Owl House
- We Baby Bears

### TV/미디어 성인부문 최우수상
- Bob's Burgers
- Harley Quinn
- Rick and Morty
- The Simpsons - Treehouse of Horror XXXIII
- Tuca & Bertie

### TV/미디어 리미티드 시리즈 최우수상
- Oni: Thunder God's Tale
- BAYMAX!
- El Deafo
- HouseBroken
- Undone

### 최우수 학생 애니메이션
- 독주자 시스터즈 - 메르나즈 압둘라히니아 외 2명 수상
- 굿바이 제롬! - 가브리엘 셀넷 외 2명
- 버드송 - 청 미셸
- Synchronie Passagere - Jean Delamarre
- 더 모스트 보링 그래니 인 더 홀 월드 - 다마리스 칠케

### TV 애니메이션: 캐릭터 애니메이션상
- 더 보이, 더 몰, 더 폭스 앤 더 홀스 - Tim Watts 수상
- 엔터갤럭틱 - Aziz Kocanaogullari
- Oni: Thunder God's Tale - Toshihiro Nakamura
- StoryBots: Answer Time - Henrique Barone
- The House - Kecy Salangad

### 장편 애니메이션: 캐릭터 애니메이션상
- 피노키오 - Tucker Barrie 수상
- 배드 가이즈 - Jorge Capote
- 배드 가이즈 - Min Hong
- 메이의 새빨간 비밀 - Teresa Falcone
- 메이의 새빨간 비밀 - Eric Anderson

### 실사 촬영: 캐릭터 애니메이션상
- 아바타: 물의 길 - 다니엘 베렛 외 4명 수상
- 비스트 - 알비세 아바티 외 4명
- 핀치 - Simon Allen 외 3명
- 쥬라기 월드: 도미니언 - 잔스 루빈치크 외 4명
- Peacemaker - Michael Cozens 외 4명

### 비디오 게임: 캐릭터 애니메이션상
- Cuphead - The Delicious Last Course - Chad Moldenhauer 외 2명 수상
- God of War Ragnarok - God of War Ragnarök Animation Team 외 1명
- Horizon Forbidden West - Richard Oud 외 2명
- Moss: Book II - Richard Lico
- Potionomics - Emily Lattanavong 외 1명

### TV 애니메이션: FX상
- Love, Death + Robots - Kirby Miller 외 4명 수상
- Cars on the Road - Christopher Foreman 외 4명
- Prehistoric Planet - Elliot Newman 외 4명
- 더 보이, 더 몰, 더 폭스 앤 더 홀스 - 터 베인턴 외 2명
- The House - German Díez 외 2명

### 장편 애니메이션: FX상
- 아바타: 물의 길 - Johnathan M. Nixon 외 4명 수상
- 피노키오 - Aaron Weintraub 외 4명
- 버즈 라이트이어 - Carl Kaphan 외 4명
- 미니언즈2 - Frank Baradat 외 3명
- 씨 비스트 - Spencer Lueders 외 4명

### TV 애니메이션: 캐릭터 디자인상
- Love, Death + Robots - 알베르토 미엘고 수상
- Amphibia - Joe Sparrow
- 엔터갤럭틱 - Meybis Ruiz Cruz
- Oni: Thunder God's Tale - Rebecca Chan
- Spirit Rangers - Marie Delmas

### 장편 애니메이션: 캐릭터 디자인상
- 배드 가이즈 - Taylor Krahenbuhl 수상
- 럭 - Massimiliano Narciso
- 장화신은 고양이: 끝내주는 모험 상영중 - Jesus Alonso Iglesias
- Rise of the Teenage Mutant Ninja Turtles: The Movie - Ida Hem
- 웬델 & 와일드 - Pablo Lobato

### TV 애니메이션: 감독상
- 더 보이, 더 몰, 더 폭스 앤 더 홀스 - 피터 베인턴 외 2명 수상
- BAYMAX! - Lissa Treiman
- exception - Yuzo --
- 모어 댄 아이 원트 투 리멤버 - 에이미 벤치
- Oni: Thunder God's Tale - Daisuke 'Dice' Tsutsumi

### 장편 애니메이션: 감독상
- 피노키오 - 기예르모 델 토로 수상
- 마르셀 더 쉘 위드 슈즈 온 - 딘 플레이셔-캠프
- 마이 파더스 드래곤 - 노라 트메이
- 메이의 새빨간 비밀 - 도미 시
- 웬델 & 와일드 - 헨리 셀릭

### TV 애니메이션: 음악상
- The Cuphead Show! - Ego Plum 외 2명 수상
- Love Death + Robots - 롭 케언스
- Oni: Thunder God's Tale - Zach Johnston 외 1명
- 더 보이, 더 몰, 더 폭스 앤 더 홀스 - 이소벨 월러-브릿지 외 1명
- The House - 구스타보 산타올라야

### 장편 애니메이션: 음악상
- 피노키오 - 알렉상드르 데스플라 외 3명 수상
- 매드 갓 - 프레이 포 레인
- 배드 가이즈 - 다니엘 펨버턴
- 씨 비스트 - 마크 맨시나 외 2명
- 메이의 새빨간 비밀 - 러드윅 고랜슨 외 2명

### TV 애니메이션: 미술상
- Oni: Thunder God's Tale - 로버트 콘도 외 4명 수상
- Genndy Tartakovsky's Primal - 스캇 윌스
- Mall Stories - Atilla the Grilla - Jasmin Lai 외 2명
- 더 보이, 더 몰, 더 폭스 앤 더 홀스 - Mike McCain
- The House - Niklas Nilsson 외 1명

### 장편 애니메이션: 미술상
- 피노키오 - 커트 엔덜리 외 1명 수상
- 매드 갓 - 필 티페트
- 장화신은 고양이: 끝내주는 모험 - 네이트 래그 외 4명
- 배드 가이즈 - 뤽 데스마르쉐리어 외 1명
- 씨 비스트 - 메티아스 레크너 외 1명

### TV 애니메이션: 스토리보딩상
- Love, Death + Robots - Emily Dean 수상
- Cyberpunk: Edgerunners - Yoshiyuki Kaneko
- Kung Fu Panda: The Dragon Knight - Grace Liu
- Looney Tunes Cartoons - Mike Ruocco
- The Cuphead Show! - Karl Hadrika

### 장편 애니메이션: 스토리보딩상
- 장화신은 고양이: 끝내주는 모험 - Anthony Holden 수상
- 미니언즈2 - Nima Azarba
- 미니언즈2 - Dave Feiss
- 스트레인지 월드 - Jeff Snow
- 스트레인지 월드 - Javier Ledesma Barbolla

### TV 애니메이션: 성우상
- Zootopia+ - 모리스 라마체 수상
- Looney Tunes Cartoons - 캔디 밀로
- StoryBots: Answer Time - 프레드 타타시오르
- Teen Titans Go! & DC Super Hero Girls Mayhem in the Multiverse - 타라 스트롱
- The Proud Family: Louder and Prouder - 카렌 말리나 화이트

### 장편 애니메이션: 성우상
- 마르셀 더 쉘 위드 슈즈 온 - 제니 슬레이트 수상
- 피노키오 - 데이빗 브래들리
- 피노키오 - Gregory Mann
- 장화신은 고양이: 끝내주는 모험 - 와그너 모라
- 씨 비스트 - 자레드 해리스

### TV 애니메이션: 각본상
- Love Death + Robots - 앤드류 케빈 워커 수상
- BAYMAX! - Cirocco Dunlap
- Big Nate - 밋치 왓슨 외 3명
- The House - 엔다 월쉬
- Tuca & Bertie - Lisa Hanawalt

### 장편 애니메이션: 각본상
- 마르셀 더 쉘 위드 슈즈 온 - Dean Fleischer Camp 외 3명 수상
- 이터널 스프링 - 제이슨 로프터스
- 견왕: 이누오 - 노기 아키코
- 메이의 새빨간 비밀 - 도미 시 외 1명

### TV 애니메이션: 편집상
- 더 보이, 더 몰, 더 폭스 앤 더 홀스 - Daniel Budin 수상
- Amphibia - 앤드류 소시니 외 4명
- Green Eggs and Ham - 마가렛 후
- Karma's World - Damien Dunne 외 4명
- Star Trek: Lower Decks - 앤디 맥스웰 외 3명

### 장편 애니메이션: 편집상
- 장화신은 고양이: 끝내주는 모험 - James Ryan 외 5명 수상
- 피노키오 - 켄 쉬레츠만 외 3명
- 버즈 라이트이어 - Tony Greenberg 외 4명
- 씨 비스트 - 조이스 아라스티아 외 5명
- 메이의 새빨간 비밀 - 니콜라스 C. 스미스 외 4명